# Arnaud Langer
Arnaud Pierre Jean Langer (Saint-Aubin-Sauges, 13 settembre 1919 – Fort-Lamy, 3 giugno 1955) è stato un militare e aviatore francese, particolarmente distintosi nel corso della seconda guerra mondiale. Decorato con la Croce di Ufficiale della Legion d'onore, l'Ordre de la Libération e la Croix de guerre 1939-1945.

## Biografia
Nacque il 13 settembre 1919 a Saint-Aubin, in Svizzera, figlio di un ingegnere.
Appassionato fin dalla gioventù al mondo dell'aviazione fin da giovane, si arruolò nell'Armée de l'air all'età di 19 anni. Ottenuto il brevetto di pilota d'aeroplano nell'aprile del 1939 presso la Scuola di volo di Châteauroux, fu rapidamente promosso caporale e poi sergente quando fu dichiarata la guerra alla Germania il 3 settembre dello stesso anno.
Assegnato per alcuni mesi al 127° Battaglione aeronautico, ritornò nel Centro di addestramento di Châteauroux nel maggio 1940, ma dovette ritirarsi con la sua unità a Tarbes e poi ad Argelès-sur-Mer, dove fu sorpreso dall'annuncio della richiesta di armistizio.
Non accettando la sconfitta, decise allora di continuare a combattere con il fratello maggiore Marcel, anche lui pilota, incontrato ad Argelès-sur-Mer.
Travestito da ufficiale cecoslovacco, lui e suo fratello salirono a bordo del mercantile Président dal Piaz a Port-Vendres, diretti a Orano. Arrestato all'arrivo a Orano, fuggì e raggiunse Casablanca il 28 giugno 1940. Quattro giorni dopo, si imbarcò per Gibilterra e sbarcò a Liverpool a metà luglio.
In Inghilterra, si arruolò nelle Forces aériennes françaises libres. Assegnato al Gruppo di Combattimento Misto n. 1 del tenente colonnello Lionel de Marmier, partecipò alla spedizione di Dakar a fine settembre e poi alla Campagna del Gabon a novembre.
Trasferito all'aeronautica militare del Camerun dopo le operazioni in Gabon, si unì ai ranghi del Bombardment Group No. 2, formato a Brazzaville, nel febbraio 1941. Raggiunse il Medio Oriente nell'aprile 1941 con la sua unità e prese parte alla campagna di Libia da metà luglio al 6 settembre 1941.
Nel settembre del 1941, a Damasco, si unì al 2ª Escadrille del Groupe de bombardement "Lorraine" per l'addestramento. Sergente maggiore nell'ottobre del 1941, passò alla Escadrille Nancy del Groupe de bombardement "Lorraine" nel maggio del 1942. Nell'estate del 1942, rimase a San Giovanni d'Acri con la Escadrille "Nancy" comandato dal Capitano Pol Charbonneaux. La sua missione era quella di monitorare il mare e proteggere i convogli nel Mediterraneo. Durante la sua prima missione, danneggiò un sottomarino tedesco.
Promosso aspirante ufficiale nel settembre 1942, partì per l'Inghilterra con il "Lorraine" e lì ricevette un addestramento intensivo durante la prima metà del 1943.
Nell'agosto di quell'anno, promosso sottotenente, effettuò le sue prime missioni sul fronte occidentale; il 16 agosto partecipò con il suo equipaggio, tra cui il navigatore capitano Pierre Mendès-France e il radiotelegrafista René Bauden, all'attacco di Denain.
Il 3 ottobre guidò uno dei tre gruppi di quattro Douglas A-20 Havoc/Boston del "Lorraine" che bombardarono a bassa quota la centrale elettrica di Chevilly-Larue, nella periferia di Parigi.
Il 25 gennaio 1944, durante una missione su una base aerea tedesca, rimase ferito agli occhi; quasi cieco, riuscì a riportare il suo equipaggio alla base illeso.
Promosso tenente nel marzo 1944, prese parte alle operazioni di sbarco in Normandia nel giugno 1944, per poi tornare in Francia con il "Lorraine" nell'ottobre 1944.
Alla fine della guerra aveva completato 70 missioni, accumulando 200 ore di volo operative.
Ritornato alla vita civile su sua richiesta nel settembre 1946, entrò nella Union aéromaritime de transport (UAT) come pilota di linea e si specializzò nei collegamenti postali con l'Africa Occidentale Francese (AOF) e l'Africa Equatoriale Francese (AEF).
Il 3 giugno 1955, il suo Douglas DC-4 fu sorpreso da un temporale e colpito da un fulmine durante l'atterraggio, schiantandosi vicino a Fort-Lamy, in Ciad. Tutti i tre membri dell'equipaggio rimasero uccisi. Fu sepolto nel cimitero dei Batignolles a Parigi.
Il su personaggio e apparso nel film del 2017 La promessa dell'alba, tratto dall'omonimo romanzo di Roman Gary, e interpretato dall'attore Finnegan Oldfield.